# Bassus nugax
Bassus nugax är en stekelart som först beskrevs av Henry J. Reinhard 1867.  Bassus nugax ingår i släktet Bassus och familjen bracksteklar. Inga underarter finns listade.